# Cinna (Corneille)
Pour les articles homonymes, voir Cinna.
Cinna (ou la Clémence d’Auguste) est une tragédie de Pierre Corneille écrite pour le Théâtre du Marais en 1641 et publiée en 1643 chez Toussaint Quinet.
Située à l'époque de la Rome antique, l'action témoigne de préoccupations plus contemporaines, et développe une méditation sur la mise au pas de la noblesse sous le règne de Louis XIII et le gouvernement de Richelieu. Hanté par la question de la Grâce, Corneille ne cesse de se demander comment mettre fin à la spirale de la violence. Sa réponse est une apologie du pouvoir fort, dont la magnanimité est précisément l'un des attributs.
Le personnage historique que met en scène cette pièce et qui lui a donné son titre est Cnaeus Cornelius Cinna Magnus, à ne pas confondre avec son grand-père ni avec son père qui se nomment pareillement Lucius Cornelius Cinna (le premier ayant été consul en -87, et le second préteur en -44). Avec son nom Cornelius — se référant à la gens Cornelia, grande famille patricienne de Rome —, il leur a emprunté son premier surnom Cinna ; de plus il a emprunté son prénom Cnaeus et son deuxième surnom Magnus (« le Grand ») à son grand-père maternel Pompée.  

## Personnages
- Octave-César Auguste, empereur de Rome.
- Livie, impératrice.
- Cinna, petit-fils de Pompée, chef de la conjuration contre Auguste.
- Maxime, autre chef de la conjuration.
- Émilie, fille de C. Toranius, tuteur d'Auguste, et proscrit par lui durant le Triumvirat.
- Fulvie, confidente d'Émilie.
- Polyclète, affranchi d'Auguste.
- Évandre, affranchi de Cinna.
- Euphorbe, affranchi de Maxime.

## Résumé

### Acte I
L’empereur Auguste a jadis fait exécuter Toranius, le père de la jeune Émilie qu’il considère désormais comme sa fille. Émilie, amoureuse de Cinna, lui demande de sauver son honneur en tuant Auguste, sans quoi elle ne l’épousera pas. Cinna, aidé par son ami Maxime, organise alors un grand complot contre l’empereur afin de l’assassiner...

#### Scène I Emilie
Monologue d'Emilie. On y apprend son projet de vengeance contre Auguste, qui a tué son père. Cinna, son amant, est celui qui doit accomplir cette vengeance en échange de l'amour d'Emilie. Dilemme cornélien d'Emilie, partagé entre son amour pour Cinna, et son devoir envers son père. Elle domine finalement sa crainte pour la vie de Cinna et fait passer son devoir avant sa passion.

#### Scène 2 Emilie, Fulvie
Fulvie cherche à freiner les envies de vengeance d'Emilie. Elle lui rappelle les bienfaits qu'Auguste lui pourvoit, sa place à la cour de l'empereur. Pour Emilie, ces bienfaits restent ceux d'un maître envers une proscrite. Si elle le pouvait, elle prendrait la place de Livie, la femme d'Auguste, pour mieux se venger. Fulvie conseille à Emilie d'attendre que d'autres accomplissent cette vengeance à sa place, l'argument étant que beaucoup d'autres personnes ont eu a souffrir d'Auguste, et qu'elle ne sera pas la seule à vouloir se venger. Mais remettre sa vengeance entre les mains du hasard, attendre que celle-ci vienne d'un autre, ce n'est pas une attitude assez noble pour Emilie. Cette dernière recherche aussi la gloire que lui apporterait le fait d'être responsable de la mort d'un tyran. Elle prétend ainsi servir l'intérêt général, en tuant Auguste, bien que ses motivations soient principalement personnelles.

#### Scène 3
Cinna raconte à Emilie les préparatifs qu'il est en train de faire avec ses amis conspirateurs. Il  prémédite de tuer Auguste au moment où celui-ci s'apprêtera à accomplir un sacrifice au Capitole. Cinna, étant du sang de Pompée, affirme sa volonté de vengeance. 

#### Scène 4
Evandre arrive, et annonce qu'Auguste fait demander Cinna et Maxime. Cinna se pense découvert. Emilie lui ordonne de fuir, mais Cinna refuse. Une fuite à ce moment serait l'annonce claire d'une culpabilité. 

### Acte II
Mais Auguste, lassé d’être le maître du monde romain, demande conseil à Maxime et à Cinna, qu’il adore : doit-il renoncer à l’Empire ? Tandis que Maxime lui conseille d'y renoncer, Cinna le persuade de rester sur le trône, à la tête de l'empire. L’empereur remercie les deux hommes de leurs conseils en leur offrant des postes importants et des terres, et donne Émilie en mariage à Cinna.

#### Scène 1
Auguste commence sa tirade. Il y annonce sa lassitude du pouvoir, des contraintes qui y sont liées, son souci des traitres. Il convoque les exemples du passé, César, mort assassiné alors qu'il était bon, et Sylla, mauvais empereur est mort aimé de son peuple. Ces exemples du passé ne lui permettent pas de savoir quoi faire. Il demande conseil auprès de Cinna et Maxime. Doit-il abdiquer ? Cinna et Maxime vont tour à tour argumenter sur deux positions divergentes : pour Cinna, Auguste doit garder le pouvoir, alors que Maxime pense qu'il n'y a pas de honte pour Auguste de se retirer. 
Auguste est finalement convaincu par Cinna et reste sur le trône. 

### Acte III
Or, Maxime aime Émilie. Et quand Cinna lui avoue la raison qu’il avait de persuader Auguste de demeurer empereur, il devient fou de douleur. Tuer un empereur qui leur accorde sa confiance, et ce, afin de satisfaire un rival ? Euphorbe, confident de Maxime, lui conseille de trahir Cinna, mais Maxime n’ose l’écouter. Cinna de son côté a également affaire à un cas de conscience : la bonté d’Auguste amollit sa détermination mais face à la cruelle inflexibilité d’Émilie, il se résigne, désespéré, à tuer Auguste, quitte à sacrifier sa vie ensuite pour sauver son honneur.

#### Scène 1 Maxime, Euphorbe
Cinna a confié à Maxime son amour pour Emilie, et le pacte qui les lie : il ne peut avoir Emilie que s'il tue Auguste. Maxime comprend que la conspiration de Cinna est au service de sa passion plus qu'à celui de l'intérêt public. Il comprend pourquoi Cinna a mis tant d'efforts à convaincre Auguste de rester sur le trône : s'il abdiquait, les conspirateurs ne trouveraient plus d'intérêt à sa mort et Cinna ne pourrait plus accomplir la vengeance d'Emilie. Maxime avoue à Euphorbe qu'il est de plus le rival de Cinna, puisqu'il aime également Emilie. Il comptait la séduire par quelques grands exploits, mais Cinna lui coupe l'herbe sous le pied. Maxime est tiraillé entre son amour pour Emilie et son amitié envers Cinna. Euphorbe conseille alors à Maxime de dénoncer le complot à Auguste pour que ce dernier lui offre Emilie. Maxime rejette d'abord cette idée de trahir son ami, mais Euphorbe cherche à le convaincre que l'amour a tous les droits et passe au delà de l'amitié. De plus, le crime à venir de Cinna justifie d'autant plus de le trahir. Il rappelle que Cinna n'agit que pour son propre intérêt personnel et servirait sûrement le prince si Emilie n'était pas en jeu. Il prétend de plus que Cinna pourrait s'octroyer le pouvoir d'Auguste après son forfait, et faire de Maxime même un esclave. Maxime à ce stade commence à se laisser convaincre, mais se demande comment donner Cinna sans trahir les autres conjurés, qui eux, œuvrent vraiment pour le bien du pays. Maxime dit ne pouvoir se résoudre à perdre tant d'hommes pour un seul coupable. Euphorbe lui dit alors qu'Auguste a perdu de sa rigueur et pardonnera aux complices. Maxime combat encore son idée : c'est une folie d'acquérir Emilie à ce prix. Comment pourrait-elle être séduite par un homme qui agit de cette façon, en trahissant son ami ? De plus, elle aime déjà Cinna, le faire perd ne ferait qu'attiser sa haine. Maxime préfère gagner Emilie par le cœur, plutôt que l'obtenir d'Auguste. En donnant Cinna, il trahirait l'amant d'Emilie, l'empêcherait de se venger d'Auguste, et conserverait la vie du tyran. Comment Emilie pourrait-elle l'aimer après cela ? Euphorbe dit alors qu'il faut agir en secret. Maxime craint que Cinna ne dénonce Emilie lorsqu'il sera exposé, et qu'Auguste ne punisse Emilie avec lui. Il se demande s'il pourrait demander à Auguste, dans ce cas, de garder la vie d'Emilie sauve en échange de cette information. Maxime dit ensuite à Euphorbe qu'il agira sous peu. Cinna arrive et la scène se termine.

#### Scène 2 Cinna, Maxime
Cinna confie à Maxime le dilemme qui le tiraille. Auguste lui semble maintenant généreux et Emilie cruelle. L'idéal aurait été qu'Auguste sût empêcher Emilie de fomenter une vengeance, ou qu'il fût moins bon pour que l'acte de le tuer en soit facilité. Les bienfaits qu'Auguste montrent à Cinna nourrissent ses remords. 
D'un autre côté, Cinna ne peut pas oublier le serment qui le lie à Emilie. La haine d'Emilie pour Auguste se communique à Cinna. Quoi qu'il fasse, la situation ne peut pas bien finir : s'il renonce au crime, il se fait sacrilège, s'il l'exécute, il devient parricide. Dans les deux cas, il faut se montrer perfide. Maxime s'étonne de ces nouvelles dispositions alors qu'il y a peu Cinna paraissait ferme dans ses intentions. Cinna lui explique que c'est l'approche du coup qui fait chanceler sa confiance. Il prend l'exemple de Brutus qui a son avis, devait être pris des mêmes incertitudes. Maxime au contraire, lui dit que Brutus était trop vertueux pour chanceler face à son acte. Il invite Cinna à imiter Brutus, puisque de surcroît, c'est à cause de Cinna et du fait qu'il a convaincu Auguste de rester au pouvoir, que le seul moyen de s'en débarrasser maintenant est de le tuer. Il lui demande d'assumer ses actes et d'aller jusqu'au bout de son entreprise. Il lui dit de se rendre sourd aux bienfaits d'un tyran et d'écouter plutôt la voix de la souffrance de Rome. Cinna fait part de son intention de parler à Emilie de ses nouvelles dispositions d'esprit, et veut laisser libre cours à sa mélancolie. Maxime se retire.

#### Scène 3, Cinna
Monologue de Cinna qui souligne son dilemme. Il  penche finalement vers Auguste et ne peut se résoudre à l'assassiner. Il veut tenter de convaincre Emilie d'abandonner son projet de vengeance. 

#### Scène 4 Emilie, Cinna, Fulvie
Emilie fait part de son soulagement, Auguste n'est pas encore au courant du complot et la vie de Cinna est sauve. Cinna fait part à Emilie de son trouble. Elle en est irritée et cherche à le culpabiliser d'avoir abjuré. Même si Auguste lui a donné sa main, elle ne lui appartiendra pas s'il ne va jusqu'au bout de sa promesse. Il rappelle à Emilie que c'est grâce à lui qu'Auguste est toujours sur le trône et qu'il est toujours possible de s'en venger pour cette raison. Fureur d'Emilie envers Cinna qui veut obtenir d'elle qu'elle le retienne de tuer Auguste. Cinna dit que les motifs d'Emilie sont contre l'honneur et la vertu ; elle, au contraire, dit que cette haine est la vertu même, digne d'une romaine. La honte d'être esclave est pire que la mort. Cinna réplique qu'être l'esclave d'Auguste, c'est finalement se hisser au même niveau que les rois. Emilie rétorque qu'un citoyen romain vaut plus que tous les rois de la terre. Cinna prétexte craindre qu'assassiner Auguste irait contre la volonté divine, qui se vengerait. Emilie rétorque à Cinna qu'il n'a qu'à se rendre esclave et oublier sa naissance. Si Cinna ne peut tuer Auguste, elle le fera elle-même, au prix de sa vie. Cinna, tyrannisé par Emilie, déclare qu'il tuera Auguste, mais qu'il se tuera ensuite lui-même.  

#### Scène 5 Emilie, Fulvie
Emilie pleure à l'idée d'envoyer Cinna à la mort. Elle charge Fulvie d'essayer de convaincre Cinna de ne pas se tuer.  

### Acte IV
Mais Euphorbe, prétendument au nom de Maxime, vient tout révéler à Auguste, atterré. Sa femme, Livie, tente de l’inciter à la clémence, pour attirer sur lui la gloire et le respect. Mais Auguste, apparemment sourd à ses arguments, convoque Cinna. Maxime vient trouver Émilie, lui annonce la trahison d’Euphorbe. Il lui déclare ensuite sa flamme mais la fière Émilie le repousse avec vigueur et l’accuse de perfidie.

#### Scène 1 Auguste, Euphorbe, Polyclète, Gardes
Coup de théâtre, Euphorbe dénonce à la fois Cinna et Maxime à Auguste. Maxime s'est repenti de sa faute à Auguste au contraire de Cinna. Euphorbe dit que Cinna est le seul à continuer d'attiser la conjuration. Auguste donne un ordre secret à Polyclète. Il ordonne également de faire venir Maxime pour lui pardonner, mais Euphorbe fait le récit de ses derniers moments : trop affecté par la trahison dont il faisait partie, il s'est donné la mort en se jetant dans le Tibre. 

#### Scène 2 Auguste
Tirade d'Auguste. Des désavantages du pouvoir qui change les amis en ennemis. Sort mérité par le sang qu'il a fait couler pour accéder au pouvoir, selon lui. Il se rend compte de la manœuvre de Cinna pour qu'il reste au pouvoir, et se reprend : comment ne pas lui en vouloir alors qu'il est responsable de la situation ? Il pense à punir ce dernier. Mais il est las du sang et de la violence. Il aura toujours des ennemis. Il pense alors à mourir, pour devancer le meurtre qui ne manquera pas d'arriver. Mais cette mort doit punir l'ingrat Cinna : il y assistera sans en être à l'origine. Dilemme d'Auguste : régner ou mourir ? 

#### Scène 3 Auguste, Livie
Livie conseille à Auguste d'abandonner la sévérité et de faire face aux épreuves par la clémence. Le pardon accordé à Cinna peut rehausser la gloire d'Auguste, et convaincre ceux que la punition n'effarouche pas. Auguste veut renoncer au trône mais Livie tente de le convaincre d'y rester. Elle cherche toujours à le persuader qu'en régnant avec clémence, son pouvoir s'affermira.

#### Scène 4 Emilie, Fulvie
Fulvie raconte qu'elle avait commencé à convaincre Cinna de vivre, quand soudain Polyclète l'emmène au palais pour voir Auguste. Elle apprend qu'Evandre et qu'Euphorbe sont arrêtés et qu'une rumeur court sur Maxime. Face à ces nouvelles inquiétantes, Emilie accepte de périr si le sort en décide ainsi.

#### Scène 5 Maxime, Emilie, Fulvie
Maxime apparaît alors qu'on le pensait mort. Euphorbe a intentionnellement trompé Auguste avec un faux rapport pour éviter l'arrêt de Maxime. Auguste a donné ordre d'arrêter Emilie. Maxime prévoit la fuite des conjurés dont Emilie, un vaisseau les attend sur la rive. Mais Emilie refuse de laisser Cinna, de s'enfuir sans lui. Maxime veut convaincre Emilie de s'enfuir avec lui, se compare à un autre Cinna, veut en prendre la place auprès d'elle. Emilie veut que Maxime prouve cet amour par la mort et non par la fuite, tout en lui disant qu'elle ne peut lui rendre la pareille. Elle trouve que maxime met trop d'effort à conserver sa vie et l'invite à suivre son exemple. Ce dernier dit qu'il veut voir Cinna en Emilie, qu'en partant avec elle, il en conserve la plus belle part. Cette fuite rapide élève les soupçons d'Emilie qui pense que Maxime n'est pas innocent, qu'il a pris part à la trahison de Cinna. Elle ordonne à Maxime de fuir sans elle, et lui dit que son amour est déplacé. Emilie s'en va avec Fulvie pendant que Maxime continue d'essayer de persuader celle-ci de le suivre.

#### Scène 6 Maxime
Maxime se désole qu'Emilie ne l'a pas suivi. Lorsqu'elle mourra, elle fera éclater du même coup l'ignominie et la traitrise de Maxime. Sa ruse ayant échoué, il ne lui reste que le remords cuisant d'avoir trahi tout le monde : Auguste, Cinna, Emilie. Il en veut maintenant à Euphorbe de l'avoir conseillé, conseils perfides qui tiennent à la nature des affranchis. Il compte sacrifier Euphorbe et lui-même pour sauver les deux amants.

### Acte V
Émilie vient retrouver Cinna, en accusation devant Auguste ; elle affirme sa culpabilité et veut innocenter Cinna, qu’elle prétend avoir séduit pour en faire l'instrument de sa propre vengeance. Celui-ci nie et tente de convaincre Auguste de l’inverse. Enfin Maxime vient avouer également à Auguste que son repentir a été inventé de toutes pièces par Euphorbe. Auguste, accablé par la haine de tous ceux qui lui sont chers, décide finalement de les gracier. Il propose à ses anciens ennemis de reprendre leur place en paix, avec les mêmes avantages qu’il leur avait promis au début de la pièce ; tous acceptent.

#### Scène 1 Auguste, Cinna
Cinna se trouve avec Auguste, qui lui tient un discours sur sa trahison. Il rappelle que ses aïeux et les siens étaient déjà ennemis. Cinna ne pouvait que naître ennemi d'Auguste. Pourtant Auguste lui rappelle tous les bienfaits et les faveurs qu'il lui a octroyés. Cinna dément d'abord  avoir voulu assassiner l'empereur. Mais Auguste évoque précisément le plan de Cinna : le meurtre prévu au Capitole, au moment du sacrifice. La moitié des gens à la porte, l'autre prête à suivre Cinna. Il énumère ensuite les noms des conspirateurs, dont celui de Maxime. Il confronte Cinna à son discours antérieur, dans lequel il pressait Auguste de conserver le pouvoir. Quelle était le motif de ce discours si le but était d'assassiner Auguste ? Prendre le trône à sa place ? Auguste dit à Cinna que la seule valeur qu'il peut avoir, il la tient d'Auguste même, et que sans lui, rien ne lui obéirait. Auguste propose tout de même à Cinna de régner en le tuant, si après tout cela, il en a encore l'envie, sans oublier qu'en faisant cela, il devra faire face aux ambitions des grandes familles restantes qui ne supporteront pas de voir Cinna régner. Cinna prend la parole, confus. Il rappelle qu'il descend de Pompée, dont la mort n'était pas assez vengée de celle de César. Il dit à Auguste de ne pas attendre de lui de repentirs, d'excuses, et de le tuer puisqu'il faut en faire un exemple. Auguste demande alors à Cinna de choisir lui-même son supplice.

#### Scène 2 Auguste, Livie, Cinna, Emilie, Fulvie
Livie arrive et informe Auguste qu'Emilie est également du complot. Douleurs d'Auguste et de Cinna, l'un de voir sa fille adoptive comploter contre sa vie, l'autre de voir son amante compromise avec lui. Emilie avoue ensuite les motivations de Cinna, que tout était fait pour lui plaire. Auguste pense d'abord qu'Emilie se dénonce pour sauver la vie de son amant, mais elle le reprend vite. Les deux s'aiment depuis plus de quatre ans, bien avant qu'Auguste ne donne Emilie en mariage à Cinna. Emilie dit ensuite que tout ce qu'elle attend désormais et de mourir en même temps que Cinna puisque leur plan a échoué. Auguste se lamente. Emilie rappelle qu'Auguste tua son tuteur, le père d'Emilie, et qu'elle ne rend pas moins bien ses bienfaits que lui. Livie considère que les crimes de l'empereur sont à séparer de ceux de l'homme Auguste. Les crimes commis pour la couronne ne valent plus une fois la couronne obtenue. Cinna explique ensuite que la conspiration vient de son idée : Emilie ne lui accordait pas son amour à cause de son peu de mérites, il a donc eu l'idée de cette vengeance pour la séduire. Lutte entre Cinna et Emilie pour l'honneur au moment de mourir : ils veulent chacun être vus comme l'instigateur du complot pour en retirer la gloire. Ils concluent en disant qu'ils ont part égale dans ce complot. Leur seule gloire se trouve maintenant dans l'idée d'une belle mort. Auguste semble prêt à déchaîner sa colère pour punir les deux coupables.

#### Scène 3 Auguste, Livie, Cinna, Maxime, Emilie, Fulvie
Maxime arrive face à Auguste, qui le reçoit d'abord comme ami. Mais Maxime avoue de lui-même sa part dans la conspiration. Il avoue sa trahison envers Cinna, par pure passion et non pour servir Auguste. Son mensonge de s'être noyé pour éviter les représailles. Il demande à Auguste de le faire périr avec Euphorbe. Contre toute attente Auguste décide de pardonner à tous et redoublent ses faveurs. Il donne le consulat à Cinna. Il invite Emilie à son exemple, à vaincre sa colère. 
Repentir d'Emilie, qui accepte ces bontés. Elle sent mourir sa haine envers Auguste. Elle se fait fidèle à l'empereur. Admiration sans bornes des autres personnages, Cinna, Maxime. 
Livie se fait prophétesse des conséquences de cette clémence d'Auguste : son règne sera désormais tranquille, tout le monde acceptera d'être sous son joug. Rome va accepter la monarchie et même les dieux prépareront la place de l'empereur aux cieux. Auguste accepte cet augure, et prépare de nouveaux sacrifices pour le lendemain, tout en faisant publier "Qu'Auguste a tout appris, et veut tout oublier."

## Interprétation
Au début de la pièce, Auguste règne sur l'Empire romain depuis vingt ans. C'est un tyran, qui a obtenu son pouvoir au prix de massacres alors qu'il n'était encore qu'Octave, fils adoptif de César ; il est détesté de tout Rome, ce qui est à l'origine de sa lassitude de régner.
Si le dénouement de la pièce semble montrer un certain repentir de la part d'Auguste à travers sa décision pleine de mansuétude, il est en fait un plein retour de son désir de puissance, ravivé. En effet, son pardon n'est aucunement spontané : il est le résultat d'une réflexion intérieure, d'un calcul machiavélien. Sa première réaction face à la solution de la clémence proposée par son épouse Livie est bien le rejet. Ce n'est qu'avec le recul, qu'il comprend qu'elle est dans son intérêt de souverain. Elle lui permet de s'assurer la loyauté de Cinna et Maxime, en jouant sur leur culpabilité puis sur leur reconnaissance, mais surtout de ressortir seul véritable héros. Ainsi, il s'assure un pouvoir encore renforcé, et une gloire éternelle.

## Autour de l’œuvre
Racine, en 1669, s'attira la colère d'un Corneille vieilli en faisant jouer la tragédie Britannicus, qui est en quelque sorte une réponse réaliste à la naïveté de la prémisse de Cinna : elle montre la métamorphose par le pouvoir absolu d'un empereur juste et aimé de tous en un tyran et un oppresseur.

## Parodie
Une parodie de Cinna, intitulée B. Cinna, parodie en 5 actes et en bônois de la tragédie de Corneille «Cinna», est publiée à Aubenas en 1970 par Raymond Rua. Il s'agit d'une réécriture employant des mots de sabir nord-africain. Raymond Rua prolonge lui-même l'humour d'Edmond Brua, auteur d'une parodie du Cid parue à Alger en 1941.